# 平岗乡
平岗乡，是中华人民共和国四川省巴中市南江县曾经下辖的一个乡。2019年12月，撤销高桥乡和平岗乡，设立高桥镇。

## 行政区划
平岗乡撤销前下辖以下地区：
平岗村、铜岭村、小林村、大坪村、天井村、桅杆村、断桥村和张公堂村。